# Herman H. ter Meer
Herman H. ter Meer (Leiden, 16 de dezembro de 1871 — Leipzig, 9 de março de 1934), também conhecido por Hermanus Hendrikus ter Meer, foi um preparador de espécimes biológicos e taxidermista que se notabilizou pelo desenvolvimento e introdução nas colecções dos museus de história natural das modernas técnicas de dermoplastia.

## Biografia
Herman H. ter Meer foi filho do taxidermista de mesmo nome (Hermanus Hendrikus), empregado do Museu Real de História Natural (ao tempo Rijksmuseum van Natuurlijke Historie, hoje o Nederlands Centrum voor Biodiversiteit Naturalis, o Centro Neerlandês para a Biodiversidade Naturalis) da cidade de Leiden, instituição onde também recebeu a sua formação básica nas técnicas da taxidermia. Para uma formação e qualificação adicional, o seu pai enviou-o a estagiar no atelier de Friedrich Kerz (1842-1915), em Stuttgart, então líder na taxidermia de vertebrados.
Concluída a formação, Herman H. ter Meer assumiu a posição de ajudante de taxidermista no Museu Real de História Natural em Leiden a 1 de fevereiro de 1895. Após seu pai se aposentar, em 1900, foi promovido a taxidermista, substituinso-o no seu lugar. Através de publicações sobre as técnicas de preparação, que foram por ele aprimoradas, e sobre as precauções necessárias que deveriam ser tomadas pelos caçadores e outros clientes antes da preparação dos animais, bem como a qualidade das suas obras, ganhou rapidamente reconhecimento internacional.
Contudo, no período que se seguiu, foi incapaz de usar plenamente suas qualificações no Museu de Leiden, uma vez que a instituição apenas exibia alguns dos seus espécimes. Desejando melhores condições de trabalho, e uma apreciação mais apropriada dos seus trabalhos, aceitou em 1907 uma oferta de emprego do Instituto Zoológico da Universidade de Leipzig. Entre outras razões, ficou fascinado pelas tarefas envolvidas no processamento dos inúmeros espécimes biológicos recolhidos pela expedição Valdivia (Deutsche Tiefsee-Expedition (1898-1899)) destinada a explorar o mar profundo, cujo director científico era Carl Chun (1852-1914), o director do Instituto Zoológico de Leipzig. Iniciou funções em Leipzig a 1 de outubro de 1907, com o título de Inspector do Instituto Zoológico.
Nos 26 anos durante os quais trabalhou em Leipzig, produziu numerosos espécimes de animais para o Instituto Zoológico de Leipzig e para múltiplos museus na Alemanha e em outros países, bem como para clientes particulares. Estes últimos foram preparados principalmente num estúdio particular que instalou na Kochstraße de Leipzig. Os seus trabalhos de taxodermia impressionam pela sua aparente vivacidade e estética, já que sempre atribuiu importância à componente artística do trabalho dermoplástico. Conseguiu a vivacidade e naturalismo através de excelente conhecimento anatómico dos organismos que preparou, da extrema meticulosidade e, não menos importante, pelas técnicas de preparação que desenvolveu e aperfeiçoou. Essas técnicas de dermoplastia tinham como base o trabalho que já havia sido desenvolvida em Leiden, tendo como característica distintiva a construção do chamado «modelo nu» feito a partir de uma massa amassável e endurecedora, desenvolvida por Herman ter Meer, que era moldada sobre uma estrutura de suporte sobre a qual depois esticava a pele, dando-lhe um aspecto natural e anatomicamente correcto.
A procura de perfeição artística e o interesse na formação de jovens taxidermistas também o levou a promover a fundação de uma organização profissional no campo da dermoplastia. Assim, em 1931 foi fundada a Associação Alemã de Dermoplásticos de Museus (Deutsche Künstlervereinigung der Museumsdermoplastiker, a DEUKÜMUS), com sede em Leipzig e de que foi o primeiro presidente da direcção. A actual Associação Alemã de Taxidermia (Verband Deutscher Präparatoren, ou VDP) remonta a essa associação. Outra preocupação de Herman ter Meers era estabelecer a descrição oficial do cargo de taxidermista e criar um curso de formação qualificado e regulamentado. Ele próprio treinou um total de 15 alunos, alguns dos quais depois trabalharam em instituições de renome e criaram obras de arte.
Uma atracção especial do Museu da Indústria das Peles de Leipzig (Pelzfach-Museum der Reichsmessestadt Leipzig) era um grupo de focas "maravilhosamente animado", composto por três animais, que Herman ter Meer criou para a Exposição Internacional de Pelagens, que provavelmente desapareceu quando o museu foi destruído durante os ataques aéreos a Leipzig em 1943. A grande colecção de espécimes preparados por Herman ter Meerscher que existia no Instituto Zoológico de Leipzig não foi considerada interessante aquando da reestruturação das universidades da República Democrática Alemã ocorrida em 1968 e grande parte foi deslocada para o Naturkundemuseum Leipzig, o Museu de História Natural de Leipzig, que com aproximadamente 240 espécimes preparados por Herman ter Meer, tem a maior colecção do mundo das suas obras.

## Galeria

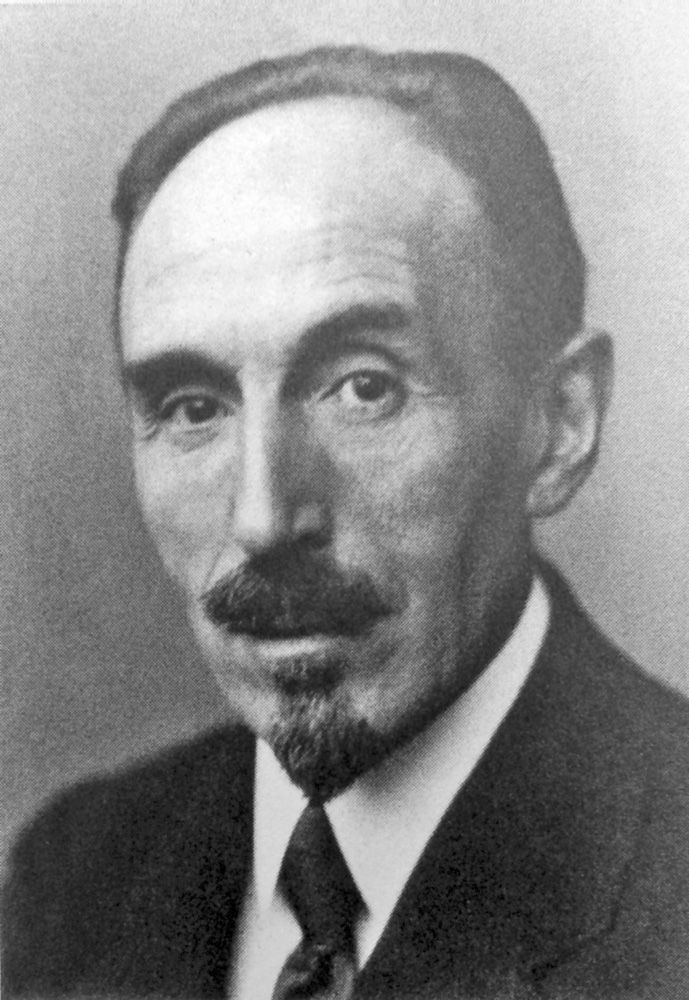
Herman H. ter Meer (c. 1930).
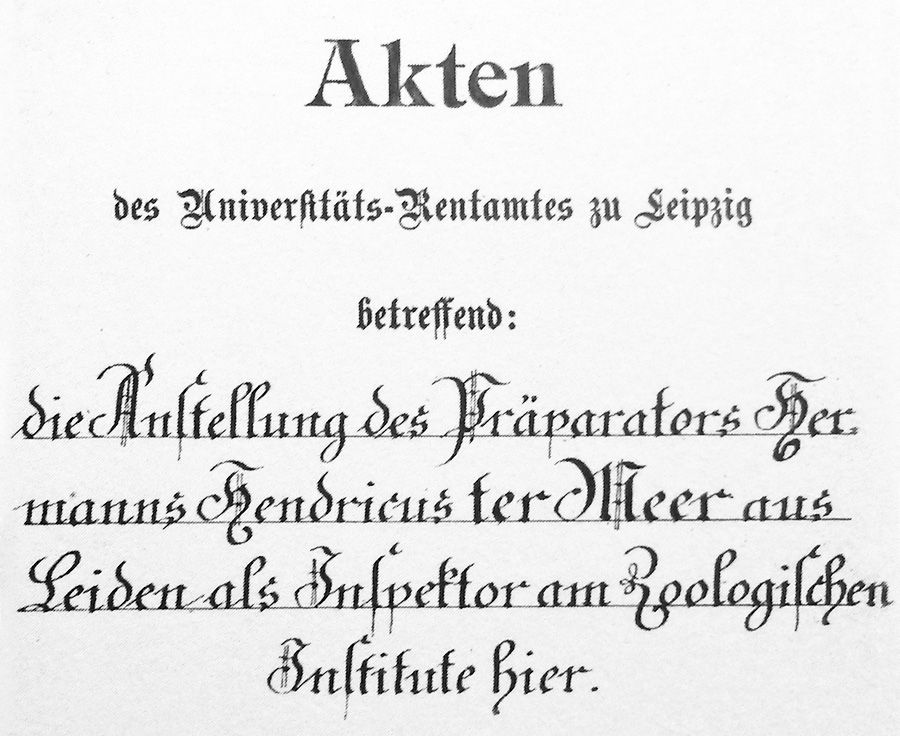
Leipziger Anstellungsakte.
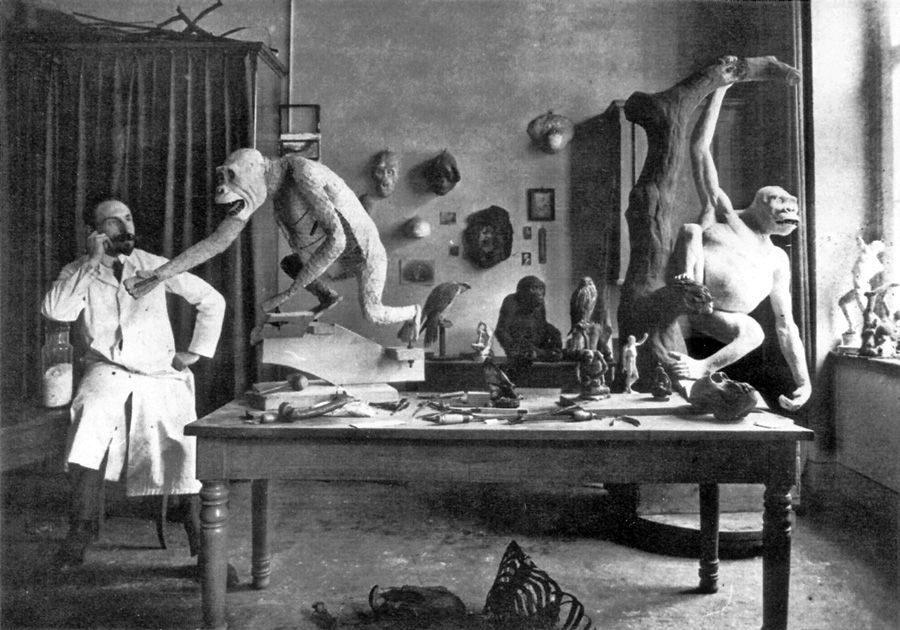
Atelier no Zoologisches Institut.
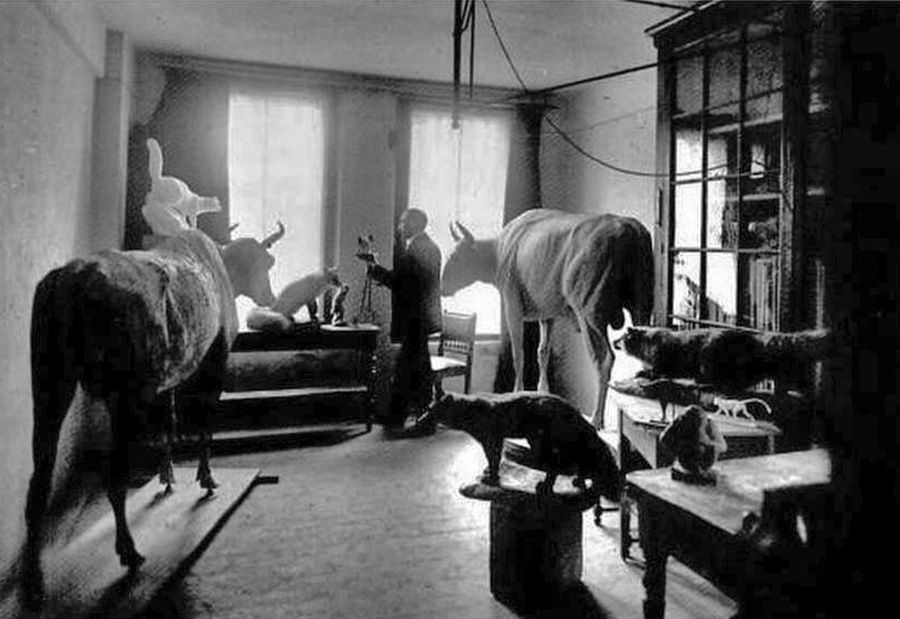
No seu atelier privado.
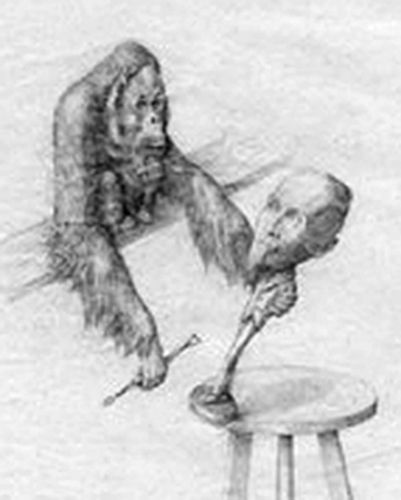
Tinha senso de humor: auto-retrato com um macaco (1928).
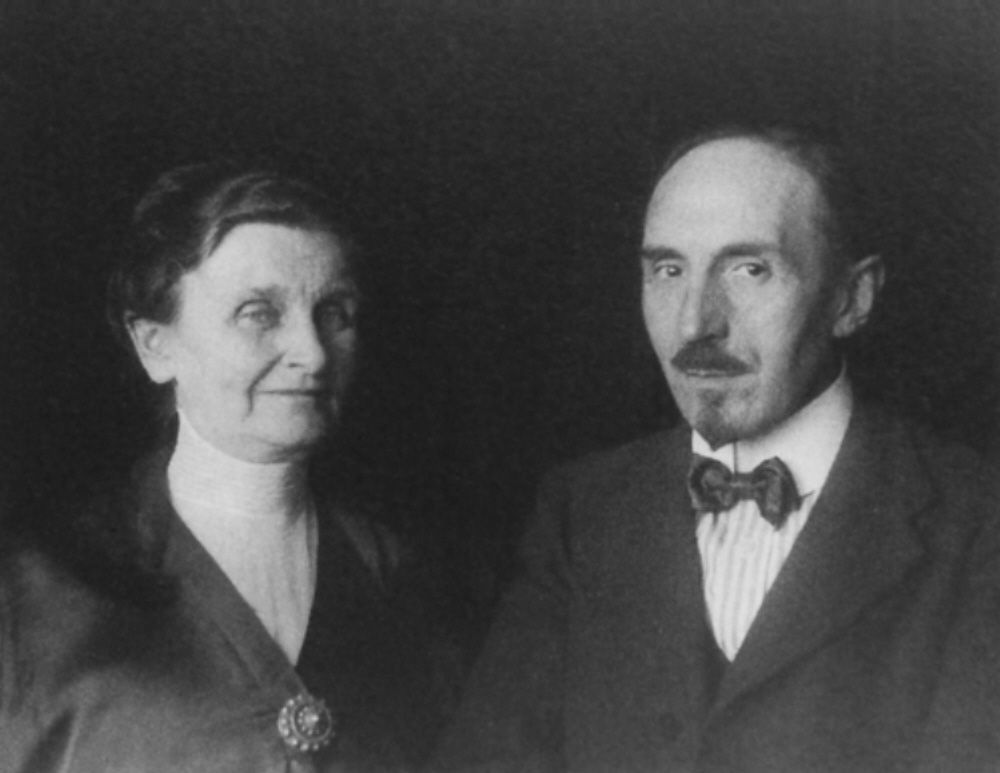
O casal ter Meer (c. 1930).